# Ruine Plixholz
Bei der Ruine Plixholz (teilweise auch Plexholz oder Blixholz geschrieben) handelt es sich um die Ruine eines festen Hauses in den Bergen des Rheingau, etwa 1500 Meter nördlich von Rüdesheim am Rhein-Windeck. Das Gelände gehört zur Gemarkung der Stadt Geisenheim im Rheingau-Taunus-Kreis. Errichtet wurde dieses feste Haus ursprünglich durch die Familie der Brömser. Heute befindet sich das Areal Plixholz im Besitz der Diözese Limburg.

## Lage und Beschreibung
Die Ruine Plixholz liegt direkt am Weibspfad, einer mittelalterlichen Straße, in einem kleinen Waldstück umgeben von landwirtschaftlich genutzten Flächen. 600 Meter südlich befindet sich das Kloster Nothgottes. 
Die Ruine selbst spiegelt sich im Wesentlichen in Form von Geländeverformungen wider. Das Gelände ist komplett überwachsen. Im Ostbereich der Anlage finden sich noch Mauerreste sowie die Überreste eines Ziehbrunnens. Auch ein unterirdisches Gewölbe findet sich vor Ort, welches zeitweise zugemauert wurde.
Ursprünglich gab es einen weiten Mauerbering mit zwei Rundtürmen an der Südseite. Innerhalb dieser Umwehrung befanden sich vier Häuser. Die Feldfläche umfasste rund 11 Hektar Äcker, Wiesen und kleine Waldstücke.

## Geschichte
Das Areal um Plixholz ist dem Geschlecht der Brömser zuzuordnen. Vor dem Hintergrund der Bestellung der Südhänge im Rheingau mit Weinreben wurden in den bewaldeten Bergen des Rheingaus Rodungen vorgenommen, mit dem Ziel, hier Landwirtschaft zu ermöglichen und Viehzucht zu betreiben. Auf eine solche Rodung ist auch Plixholz zurückzuführen, wobei archivarische Unterlagen zur genauen Entstehungszeit fehlen. Anzunehmen ist die Anlage der Rodung um 1100 n. Chr. Der Name Plixholz  ist eventuell auch auf die Rodung zurückzuführen, wenn man eine Herleitung von dem Althochdeutschen plecchen (für Blitzen aber auch Freilegen oder Sichtbarmachen) annimmt.
Um 1390 wurde im Nothgotteser Tal durch die Brömser eine Kapelle errichtet, nahezu gleichzeitig mit der Pfarrkirche St. Jakobus in Rüdesheim. Der Rüdesheimer Stadtarchivar Rolf Göttert schließt hieraus, dass Plixholz schon als Wohnstatt für Hofleute diente und schon hier als „Vestes Haus“ ausgebildet war. Urkundlich findet Plixholz erstmals 1562 auf einer Urkunde der Brömser Erwähnung. Die Stiftungsurkunde des Klosters Nothgottes wurde 1621 auf Plixholz unterzeichnet. Dabei wurde den Mönchen des Kapuzinerordens auch Plixholz zwecks der Versorgung zur Verfügung gestellt. Plixholz fiel allerdings 1666 an die Brömser zurück. Die Ursachen hierfür sind unbekannt, aber zu vermuten ist, dass aufgrund des Dreißigjährigen Krieges und der Pest zu wenig Arbeitskräfte für den Betrieb zur Verfügung standen.
1668 starb die Linie der Brömser aus, so dass Plixholz an den Freiherrn von Metternich fiel. Von 1675 bis 1760 lebte hier eine Gruppe von Calvinisten. 1740 fertigte der Rüdesheimer Landmesser Andreas Trauttner eine Landkarte an, auf deren Basis heute die Anlage rekonstruiert werden kann. Die Metternichs verkauften 1812 an den Freiherrn von Zwierlein. Die Zwierleins kauften 1813 auch das unter Napoleon Bonaparte säkularisierte Kloster Nothgottes auf, das 1813 aufgegeben worden war. Sie verkauften einen Großteil des verbliebenen Kirchengeräts (wie z. B. die Buntglasfenster), ließen ansonsten aber das Kloster und Plixholz verfallen. Bereits in der ersten Hälfte des 19. Jahrhunderts war Plixholz nicht mehr bewohnbar.
1903 kaufte die Rechtsanwaltswitwe Emma Frohn Nothgottes und Plixholz und ließ die Klosterbauten wieder herrichten und als Ersatz für Plixholz einen landwirtschaftlichen Betrieb am Kloster einrichten. In dieser Zeit nahm der Rüdesheimer Architekt Müller auch die Überreste des Mauerwerks in einem Plan auf. Als Folge der Krisenjahre fielen die Liegenschaften 1932 an die Diözese Limburg. 1950 wurden die letzten Reste der Umfassungsmauer zwecks der Nutzung als Ackerland eingeebnet.
1970, beim Abbau von Ton in der Flur des Plixholz, brach in freiem Feld die Erde in einem Loch von 2 Meter Durchmesser ein. In drei Meter Tiefe erweiterte es sich glockenförmig und man fand die Reste des hölzernen Ausbaus.

## Galerie

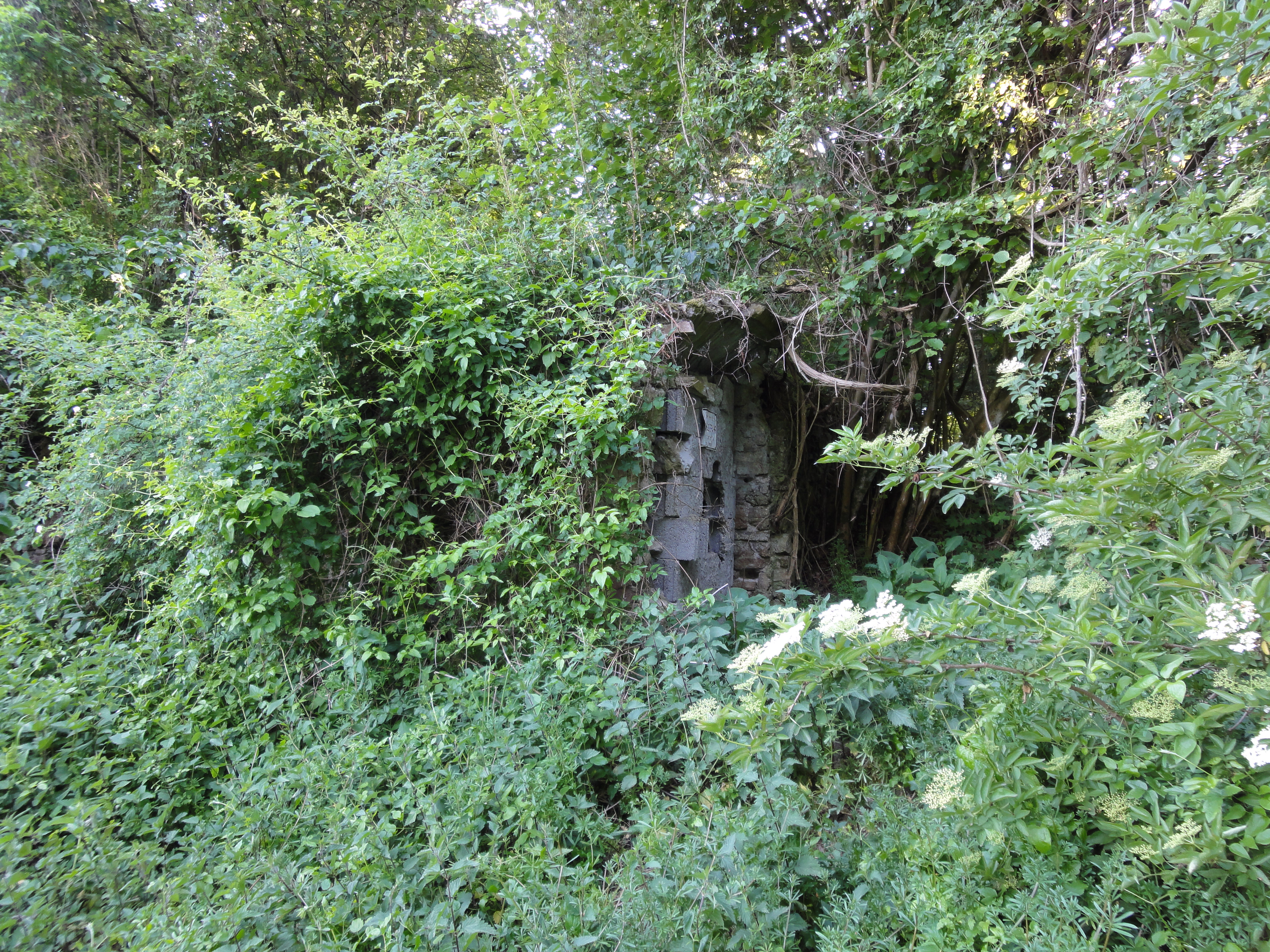
Vermauerter Zugang zum Gewölbe (2011)
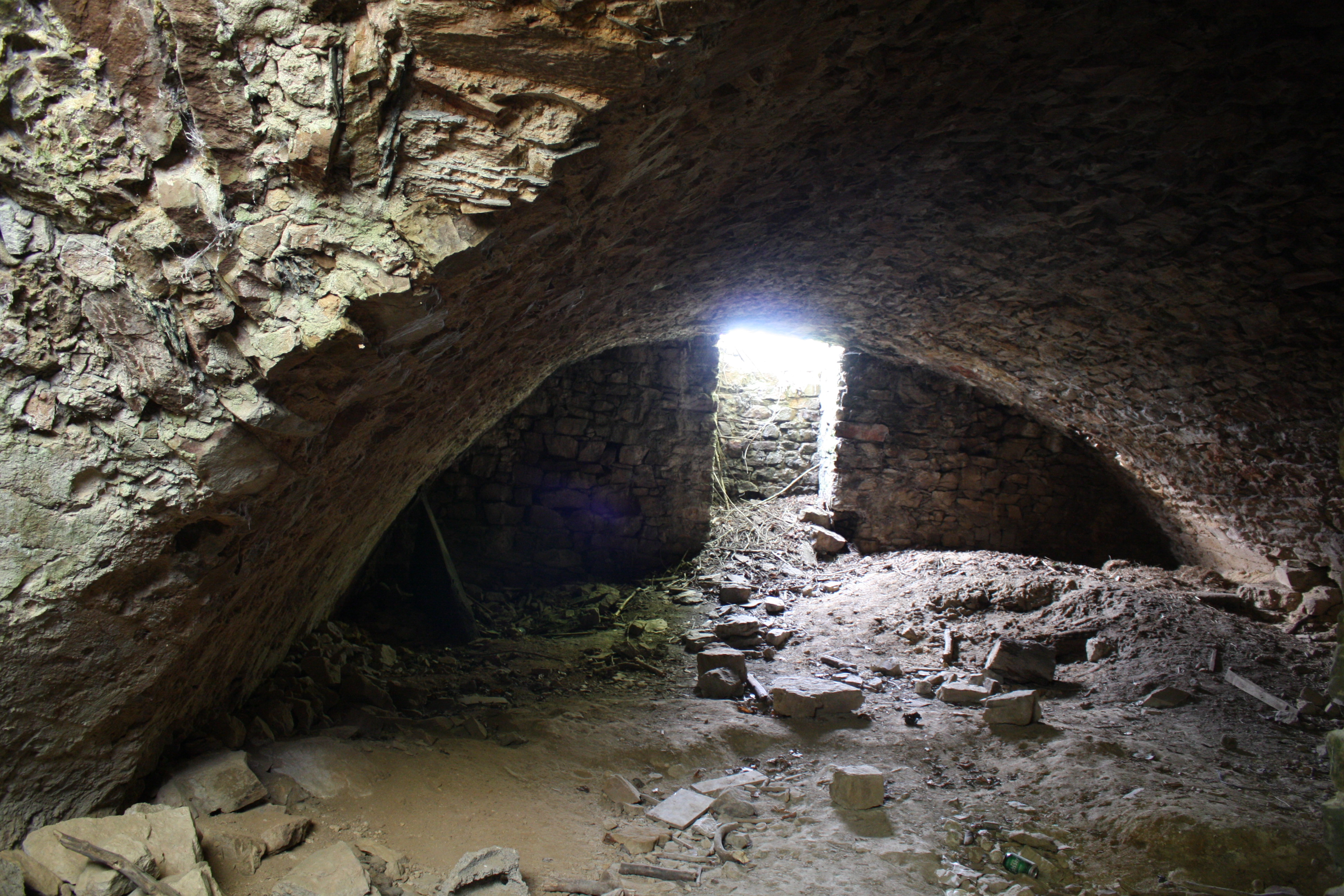
Kellergewölbe
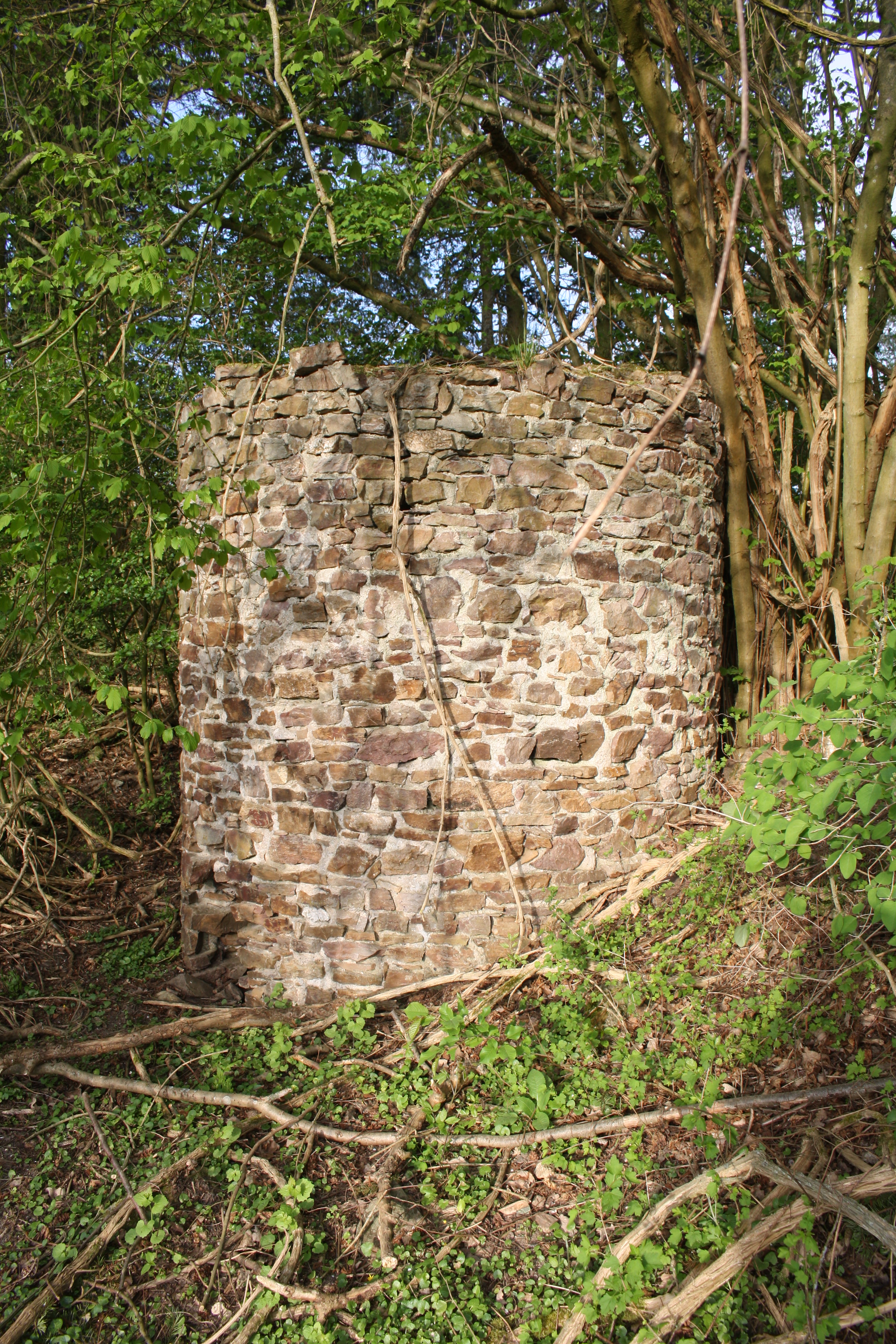
Reste des turmförmigen Ziehbrunnens
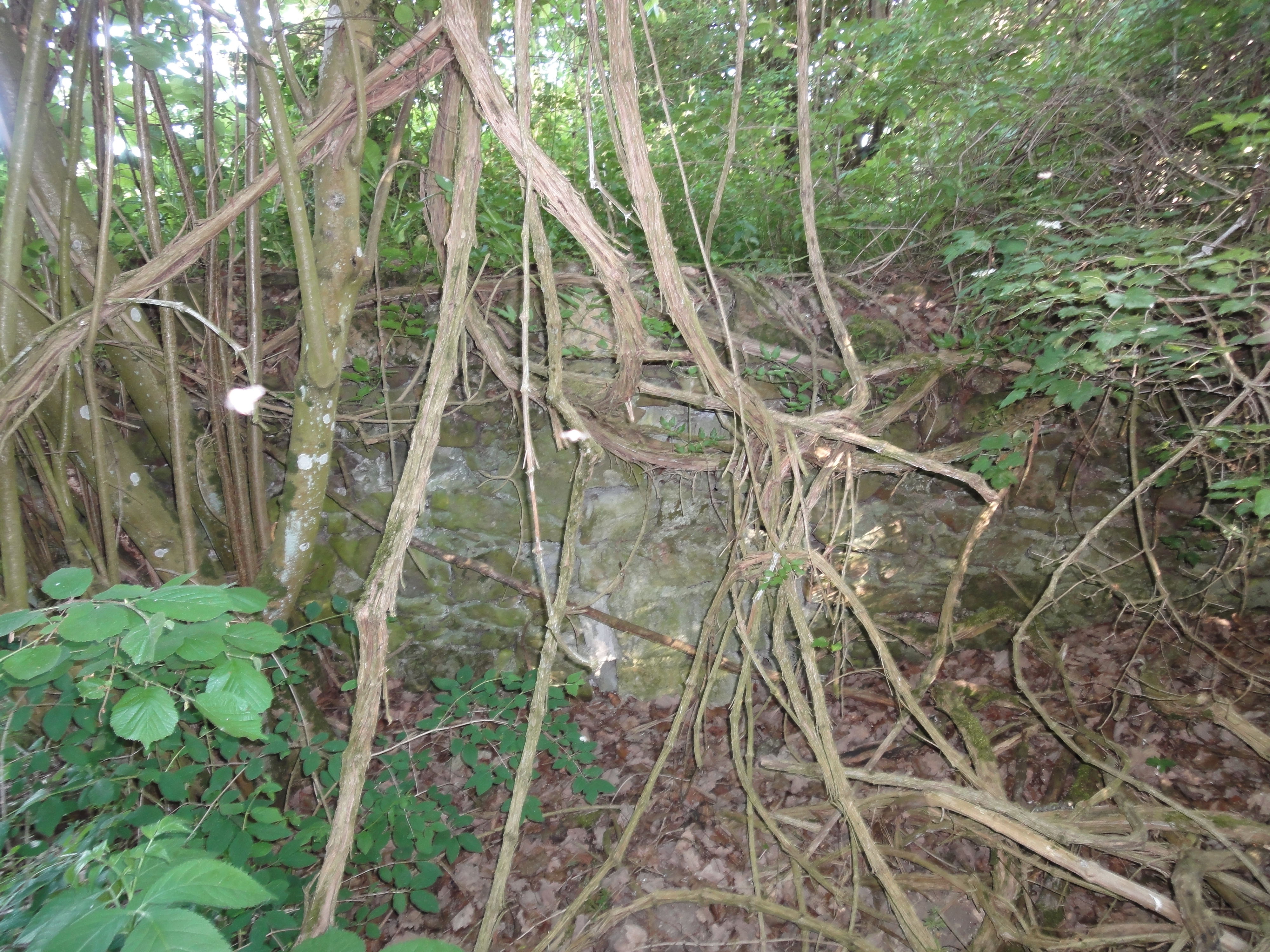
Reste des Mauerwerks
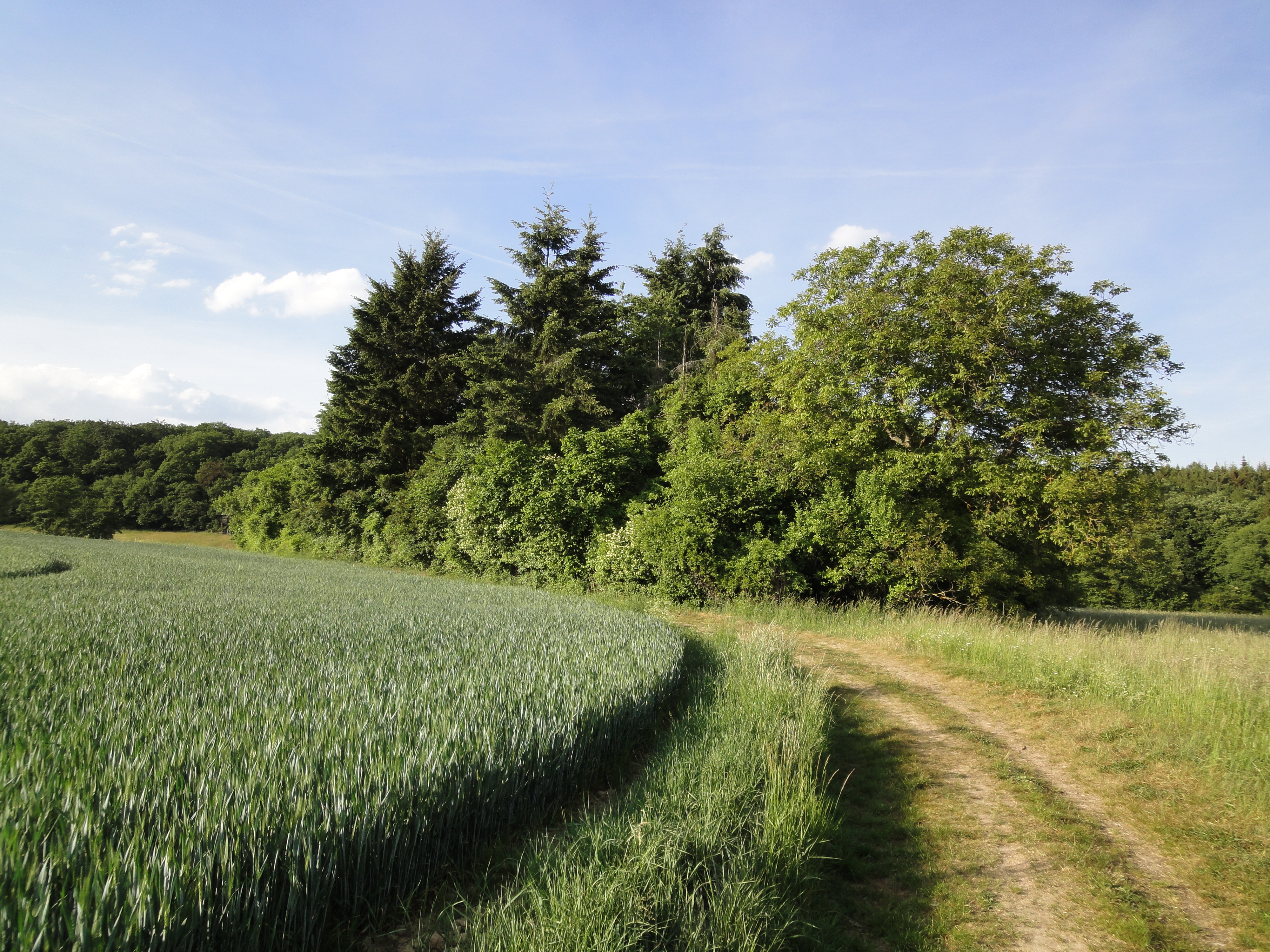
Wäldchen auf der Ruine Plixholz
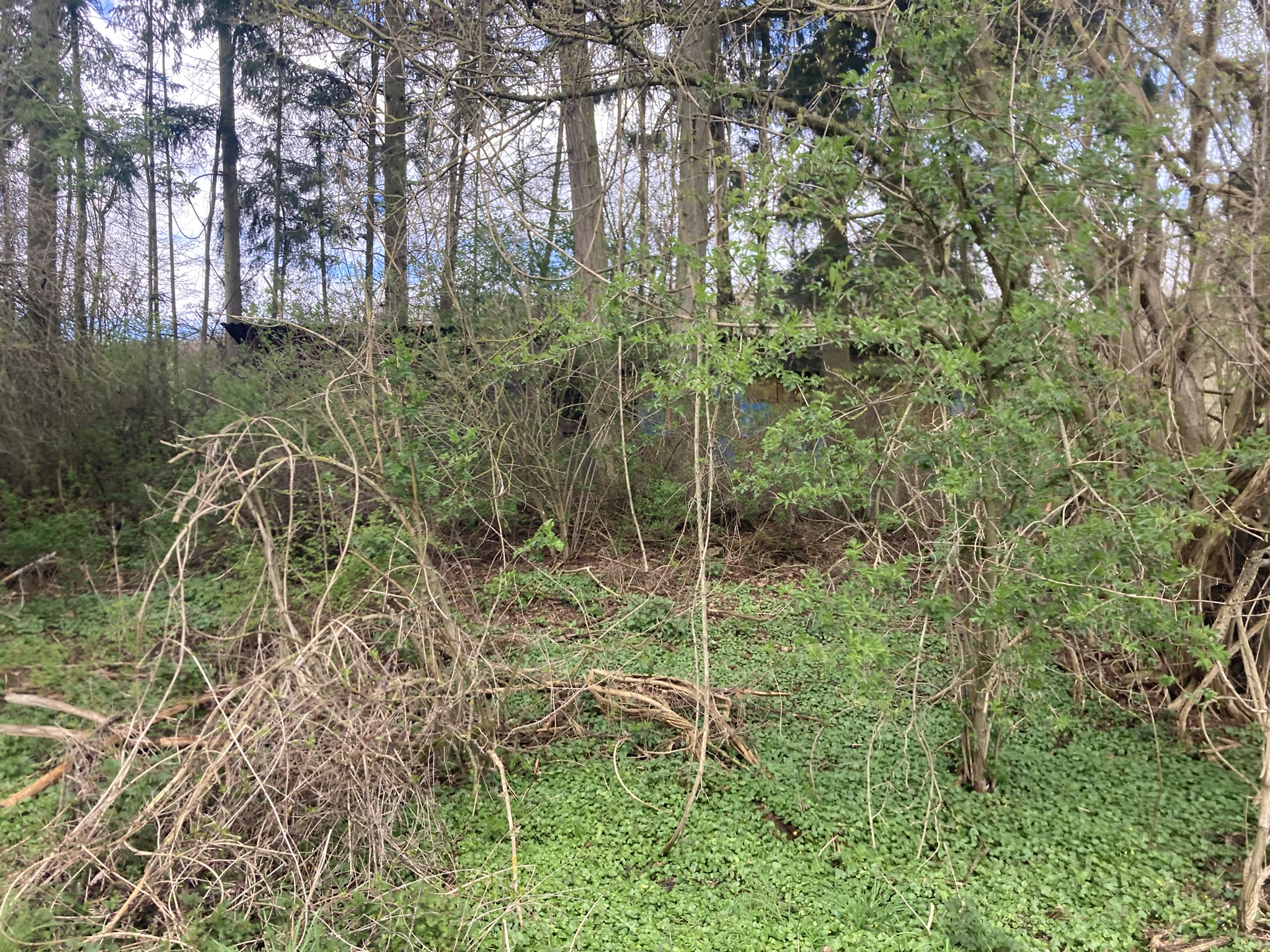
Schuppen auf dem Gelände